# HMS Sovereign of the Seas
HMS Sovereign of the Seas (ang. „Władca mórz”), później Royal Sovereign – pierwszy angielski trzypokładowy XVII-wieczny żaglowy okręt wojenny zaliczany początkowo do I rangi, później przebudowany na okręt liniowy I rangi. Znany głównie z niezwykle bogatych dekoracji rzeźbiarskich, którymi ozdobiono jego kadłub (porównaj: „Vasa” czy „Soleil Royal (1670)”).

## Historia
„Sovereign of the Seas” został zamówiony przez króla Karola I 26 czerwca 1634 roku. Okręt został zaprojektowany i zbudowany przez królewskiego szkutnika Phineasa Petta, który pracował wraz ze swoim synem Peterem Pettem w stoczni w Woolwich nad Tamizą. Ponieważ koszt budowy reprezentacyjnego okrętu zamknął się olbrzymią sumą 65 586 ówczesnych funtów, konieczne stało się wprowadzenie specjalnego podatku (Ship Money), żeby go sfinansować. Podatek ten był jedną z przyczyn konfliktu króla z parlamentem, który doprowadził później do angielskiej wojny domowej.
Budowa okrętu była świadomym celem politycznym, obliczonym na wzrost autorytetu króla Karola I (który przejawiał tendencje absolutystyczne) oraz wzmocnienie prestiżu angielskiej monarchii. Nazwa „Sovereign of the Seas” – Władca mórz – nie została nadana przypadkowo, lecz miała symbolizować, wywodzące się rzekomo od anglosaskiego króla Edgara, pradawne prawo angielskiego monarchy do używania tytułu Rex Marinum, czyli „Władca mórz”. Centralną częścią bogato dekorowanej rufowej pawęży była właśnie postać króla Edgara. Oprócz rufy i dziobu okręt posiadał również zdobione burty na całej długości. Wszystkie, pełne przepychu, alegoryczne barokowe rzeźby zostały pokryte złotą farbą, co tworzyło zamierzony kontrast z malowanym na czarno kadłubem. Koszt dekoracji zamknął się kwotą 6691 funtów, co w tamtych czasach stanowiło koszt w pełni wyposażonego 40-działowego okrętu wojennego.
Równie kosztowne okazało się uzbrojenie okrętu, ponieważ król nakazał, aby wszystkie działa były odlane z brązu, który, chociaż lżejszy, był 4-krotnie droższy od żeliwa. 90 dział miało kosztować początkowo 20 592 funtów, ale kiedy zwiększono uzbrojenie do 102 dział koszty wzrosły początkowo do 24 447, a potem jeszcze o dodatkowe 1700 funtów.
W sierpniu 1637 roku „Sovereign of the Seas” odbył 24-dniowy rejs po kanale La Manche, aby następne 15 lat spędzić w rezerwie w Chatham.
W okresie republiki (1649-1660) nazwę okrętu zmieniono w 1651 r. na Sovereign, chociaż początkowo planowano nazwę „Commonwealth” („wspólnota”, formalna nazwa państwa w tym okresie). 7 listopada tego samego roku zadecydowano o jego przebudowie w stoczni w Chatham – w celu poprawienia stabilności obniżono wówczas nadbudówki i usunięto z niego część ozdób. Okręt pozostał trójpokładowcem, lecz klasyfikowany był jako 90-działowy. „Sovereign” wziął udział w pierwszej wojnie angielsko-holenderskiej, służąc głównie jako flagowy okręt głównodowodzącego flotą republiki admirała Blake’a. Okręt zrobił duże wrażenie na Holendrach, którzy nadali mu przydomek Złoty Diabeł (hol. Gulden Duvel), oraz wyznaczyli wysoką nagrodę dla kapitana okrętu, któremu udałoby się go zniszczyć. 28 września 1652 roku „Sovereign” wziął udział w zwycięskiej bitwie pod Kentish Knock, w której trakcie wszedł na mieliznę, a admirał Robert Blake przeniósł swoją flagę na pokład nieco mniejszego, ale lepiej manewrującego „Resolution”.
Później „Sovereign” nie brał już udziału w walkach i stał na kotwicy w porcie, a 11 lipca 1659 roku został skierowany ponownie do Chatham w celu przebudowy, której dokonał szkutnik John Taylor, na nowy 100-działowy okręt liniowy I rangi. Podwodną część kadłuba wykonano praktycznie od nowa, lecz w części nadwodnej wizualne zmiany to głównie nowy galion, przedstawiający jeźdźca w kapeluszu, i zmodernizowana rufa. Przebudowę ukończono 26 sierpnia 1660 roku.
Po restauracji monarchii w Anglii w 1660 roku został wcielony do Royal Navy i przemianowany na Royal Sovereign. Następnie okręt wziął udział w drugiej wojnie morskiej przeciw Holandii, która wybuchła w 1665 roku. 25 lipca 1666 roku w bitwie pod North Foreland „Royal Sovereign”, flagowy okręt floty pod dowództwem księcia Albemarle, wspólnie z „Royal Charles” stoczył walkę z flagowym okrętem Holendrów „De Zeven Provinciën”, która pomimo angielskiej przewagi w artylerii skończyła się poważnym uszkodzeniem „Royal Charles”. Trwająca dwa dni bitwa zakończyła się zwycięstwem Anglików. Rok później „Royal Sovereign” był jedynym dużym angielskim okrętem, który przetrwał pogrom angielskiej floty w czasie holenderskiego ataku na Medway, gdyż znajdował się wtedy w Portsmouth.
„Royal Sovereign” wziął również udział w kolejnej wojnie angielsko-holenderskiej. W 1672 roku wchodził w skład eskadry „niebieskiej” połączonej floty angielsko-francuskiej w nierozstrzygniętej bitwie pod Solebay. Rok później okręt brał udział w przegranej podwójnej bitwie pod Schooneveld (pierwsza bitwa – eskadra „niebieska”, druga – „czerwona”) oraz zakończonej takim samym rezultatem bitwie pod Texel. „Royal Sovereign” był w niej okrętem flagowym eskadry „czerwonej”, mającym na pokładzie głównodowodzącego flotą angielską księcia Ruperta, który pomimo przewagi w okrętach nie był w stanie sprostać flocie holenderskiej pod dowództwem admirała Michiela de Ruytera.
w 1685 „Royal Sovereign”, będący po trzech wojnach w złym stanie technicznym, został przebudowany w stoczni w Chatham pod kierunkiem szkutnika Roberta Lee.
„Royal Sovereign” wziął następnie udział w wojnie przeciwko Francji, gdzie nastąpiło odwrócenie sojuszy i Anglicy walczyli u boku Holendrów z Francuzami. W 1690 roku miała miejsce zwycięska dla Francuzów bitwa morska pod Beachy Head, w której brał również udział jako okręt flagowy Pierwszego Lorda Admiralicji hrabiego Torrington. W dwa lata później w decydującej bitwie morskiej pod La Houge połączone siły anglo-holenderskie zadały flocie francuskiej poważne straty. „Royal Sovereign” wchodził wówczas w skład eskadry „czerwonej”, dowodzonej przez admirała Edwarda Russela (będącego również głównodowodzącym sojuszniczej floty).
Później „Royal Sovereign” nie brał już udziału w bitwach, niszczejąc stopniowo w porcie w Chatham, przygotowywany do kolejnej przebudowy. Padł tam ofiarą przypadkowego pożaru od pozostawionej w kajucie świecy, który zniszczył okręt doszczętnie do linii wodnej 27 stycznia 1697 roku (był to nadal rok 1696 w Anglii na skutek odmienności w liczeniu dat). Pod pozorem odbudowy wybudowano następnie w 1701 roku nowy okręt o tej samej nazwie.